# 瓦莱尔·托马
瓦莱尔·托马（羅馬尼亞語：Valer Toma，1957年11月26日—），罗马尼亚男子赛艇运动员。他曾代表罗马尼亚参加1980年和1984年夏季奥林匹克运动会赛艇比赛，其中1984年奥运会获得一枚金牌。